# Aqui Para Vocês
"Aqui Para Vocês" é uma música do grupo português Buraka Som Sistema, lançada como single do álbum Black Diamond, em março de 2009. A faixa conta com a participação da cantora brasileira Deize Tigrona nos vocais.

## Lançamento
O single foi lançado promocionalmente em CD e conta com remixes da música original. O videoclipe da música foi gravado no início de 2009, dirigido por Pedro Claudio.

### CD Single
Lista de faixas
1. Original
2. Instrumental
3. Brodinski Remix
4. DJ Riot Buratronic Mix

## Paradas
| Parada (2009)            | Posição |
| ------------------------ | ------- |
| Portugal (AFP)           | 10      |
| European Hot 100 Singles | 91      |